# Tadeusz Bagan
Tadeusz Bagan – polski gitarzysta rockowy.
Gitarzysta grupy Novelty Poland oraz jeden z założycieli zespołu Kult.